# 洛利·巴伊亚
洛利·巴伊亚（Loli Bahia，2002年9月19日—），是一位法国模特、演员。洛利·巴伊亚于2020年在路易威登的一场时装秀上首次登台。2023年1月，巴亚成为圣罗兰美妆品牌的代言人。2023年9月，她成為香奈儿2023-24年秋冬成衣广告代言人。